# Топка каминная
Топка каминная — часть камина, в которой происходит непосредственное сжигание топлива (кроме этого, неотъемлемыми частями камина являются дымоход, каминный портал (или облицовка) с каминной полкой или без). С технической точки зрения, каминные топки являются разновидностью слоевых топок — так как в них горение твёрдого топлива, загруженного слоем на колосниковую решётку, происходит в струе воздуха, пронизывающего этот слой.

## Классификация каминных топок
Каминные топки бывают следующих видов:
- открытые каминные топки, являющиеся частью каменной кладки самого камина, без дверцы. В этом случае сам камин называется открытым. Открытый камин в настоящее время редко устанавливается в новых домах, так как КПД горения топлива в нем не превышает 20 %, а также по причине повышенной пожарной опасности.
- закрытые каминные топки, в которых фронт топки защищен дверцей. При реконструкции старых открытых каминов домовладельцы устанавливают дверцу либо чугунный каминный вкладыш, однако, при сооружении нового камина в настоящее время чаще всего используются готовые металлические топки (чугунные или стальные), изготовленные на заводе. При этом камера сгорания может быть как металлической, так и облицованной огнеупорным материалом с разнообразными декоративными и энергосберегающими свойствами, например, шамотом или вермикулитом.

В зависимости от вида используемого топлива, камины бывают дровяными, угольными, газовыми, биотопливными, а также электрическими, что обуславливает, в свою очередь, и конструкцию каминной топки (в электрокамине понятие топки неприменимо). Наиболее распространенными являются традиционные дровяные камины.

## Конструкция закрытой топки дровяного камина
Готовые закрытые каминные топки во многом унаследовали конструкционные особенности, присущие традиционным открытым каминным топкам из каменной кладки, однако, внесение ряда усовершенствований позволило как поднять КПД до 70-80 %, так и улучшить пожаробезопасность и удобство эксплуатации.
Современный уровень развития технологий производства каминных топок обуславливает следующие элементы конструкции закрытых каминных топок:
- камера сгорания
- отверстие дымохода
- дефлектор (зуб)
- дверца с жаропрочным керамическим стеклом
- ящик для золы, или зольник
- колосниковая решетка
- система управления подачей первичного воздуха

Также, в каминных топках могут присутствовать следующие элементы конструкции:
- радиаторные пластины, для увеличения тепловой мощности
- каналы подачи вторичного воздуха
- система защиты стекла от копоти («чистое стекло»)
- механизм вертикального подъема дверцы, или гильотина
- отверстие для подвода наружного воздуха
- водяной контур для подключения к системе центрального отопления

## Классификация готовых закрытых топок для дровяных каминов
- по материалу топки: чугунные, стальные;
- по способу открывания дверцы: с боковым открыванием, с вертикальным подъемом (гильотиной), с комбинированным способом открывания;
- по механизму вертикального подъема (гильотины):' распространены цепной и тросовой механизмы подъема дверцы;
- 'по количеству и форме фасадов: с одним фасадом, с двумя фасадами (сквозные топки, англ. double face);
- по форме фасада: прямоугольные (вертикальные или горизонтальные), квадратные, арочные;
- по ширине фасада: наиболее распространенными являются горизонтальные прямоугольные фасады шириной 60, 70 и 80 см, однако, допустимы практически любые размеры от 40 см до более чем 1,5 м;
- по форме стекла: с плоским стеклом, с овальным или полукруглым стеклом, с призматическим (эркерным) стеклом, Г-образные, или угловые (одна грань может быть длиннее другой, в этом случае топка позиционируется как левосторонняя или правосторонняя, или грани могут быть одинаковой длины), П-образные (фронтальная часть может быть длиннее или уже боковых);
- по размеру отверстия для подключения к дымоходу: чаще всего это 150, 180, 200, 250 мм;
- по тепловой мощности: как правило, это значения от 4 до 25 кВт, они зависят от размера топки, от материала, из которого она изготовлена, от облицовки камеры сгорания, от наличия системы вторичного дожигания дымовых газов, от наличия водяного контура. Фактическая мощность топки, смонтированной в камин, будет также зависеть от конструкции воздушных каналов.
- по конструкции зольного ящика: выдвижной (подобно ящику стола выдвигается с фронта) или вынимается изнутри;
- по материалу внутренней облицовки камеры сгорания: без облицовки, с шамотом, с вермикулитом, с др. огнеупорными материалами.
- по наличию дополнительных конструкционных элементов: водяного контура, подвода наружного воздуха, системы вторичного дожигания и пр.

## Технология «двойного дожига»
Технология «двойного дожига» или «система чистого горения» (S.C.P.), используемая сегодня многими каминными производителями, была изобретена в конце XIX века во Франции, Жаном — Батистом Андре Годэном. Несмотря на то, что каминостроение за это время шагнуло далеко вперед, и современные дровяные камины оснащены техническими новшествами, суть метода двойного дожига не изменилась и состоит в подводе дополнительной порции кислорода в топочную камеру работающего камина. Это приводит к сжиганию частиц несгоревшего топлива, что не только увеличивает каминный КПД, но и сокращает выброс токсичных газов в окружающую среду. Последнее обстоятельство является очень важным, так как печи и автомобильный транспорт являются основными источниками загрязнения воздуха, поэтому увеличение их количества необходимо компенсировать технологиями, уменьшающими их негативное влияние на экологию.